# Maussans
Maussans ist eine Gemeinde im französischen Département Haute-Saône in der Region Bourgogne-Franche-Comté.

## Geographie
Maussans liegt auf einer Höhe von 250 m über dem Meeresspiegel, vier Kilometer südlich von Montbozon und etwa 22 Kilometer südsüdöstlich der Stadt Vesoul (Luftlinie). Das Dorf erstreckt sich in leicht erhöhter Lage nördlich der Talebene des Ognon, am Nordwestrand des Hügellandes, das sich zwischen den Flusstälern von Ognon und Doubs ausdehnt.
Die Fläche des 3,92 km² großen Gemeindegebiets umfasst einen Abschnitt des mittleren Ognon-Tals. Die südliche Grenze verläuft entlang dem Ognon, der hier durch eine ungefähr ein Kilometer breite Niederung in weitem Bogen um das Dorf fließt. Vom Flusslauf erstreckt sich das Gemeindeareal nordwärts über die Alluvialebene, die durchschnittlich auf 235 m liegt, bis auf das angrenzende Plateau. Dieses besteht aus Kalkschichten der oberen Jurazeit, liegt auf rund 280 m und ist teils mit Acker- und Wiesland, teils mit Wald bedeckt. Im Norden reicht der Gemeindeboden in die Waldung des Bois Lajus, in dem mit 308 Meter die höchste Erhebung von Maussans erreicht wird.
Nachbargemeinden von Maussans sind Montbozon und Besnans im Norden, Avilley im Osten, Ollans und Larians-et-Munans im Süden sowie Loulans-Verchamp im Westen.

## Geschichte
Erstmals urkundlich erwähnt wird Maussans im Jahr 1299. Im Mittelalter gehörte das Dorf zur Freigrafschaft Burgund und darin zum Gebiet des Bailliage d’Amont. Zusammen mit der Franche-Comté gelangte Maussans mit dem Frieden von Nimwegen 1678 definitiv an Frankreich. Heute ist Maussans Mitglied des Gemeindeverbandes Pays de Montbozon et du Chanois.

## Sehenswürdigkeiten

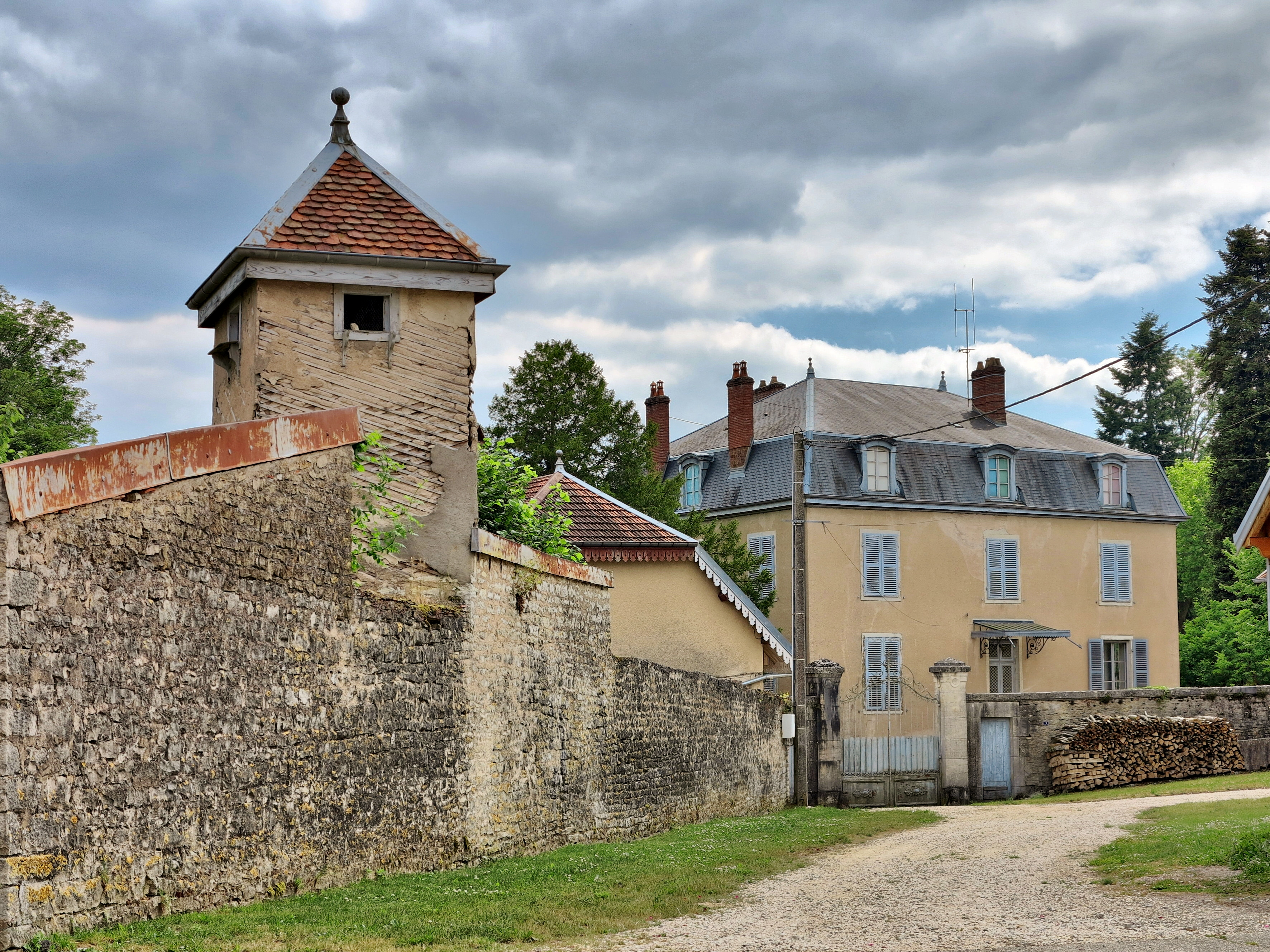
Schloss Maussans mit Taubenturm

Die Kapelle Sainte-Anne wurde 1834 erbaut. Das überdachte Lavoir (Brunnen, Waschhaus und Viehtränke) stammt von 1865.

## Bevölkerung
| Jahr                       | 1962 | 1968 | 1975 | 1982 | 1990 | 1999 | 2016 |
| Einwohner                  | 73   | 59   | 55   | 62   | 77   | 71   | 67   |
| Quellen: Cassini und INSEE |      |      |      |      |      |      |      |

Mit 56 Einwohnern (1. Januar 2022) gehört Maussans zu den kleinsten Gemeinden des Départements Haute-Saône. Nachdem die Einwohnerzahl in der ersten Hälfte des 20. Jahrhunderts abgenommen hatte (1911 wurden noch 96 Personen gezählt), wurden seit Mitte der 1970er Jahre wieder ein leichtes Bevölkerungswachstum verzeichnet.

## Wirtschaft und Infrastruktur
Maussans war bis weit ins 20. Jahrhundert hinein ein vorwiegend durch die Landwirtschaft (Ackerbau, Obstbau und Viehzucht) und die Forstwirtschaft geprägtes Dorf. Außerhalb des primären Sektors gibt es nur sehr wenige Arbeitsplätze im Dorf. Mittlerweile hat sich der Ort auch zu einer Wohngemeinde gewandelt. Viele Erwerbstätige sind deshalb Wegpendler, die in den größeren Ortschaften der Umgebung ihrer Arbeit nachgehen.
Die Ortschaft liegt abseits der größeren Durchgangsachsen an einer Departementsstraße, die von Avilley nach Loulans-Verchamps führt. Eine weitere Straßenverbindung besteht mit Montbozon.